# 古屋貞雄
古屋貞雄（1889年12月20日—1976年1月4日）為一名在日本出生的律師。年輕時便開始參加社會運動。曾於日治時代的台灣為農民運動中的被告辯護。後曾任日本眾議院議員。

## 生平
古屋貞雄，日本山梨縣人，出生於1889年12月20日。1919年畢業於明治大學專門部。1921年任律師，並參加「自由法曹團」(日語：自由法曹団 じゆうほうそうだん)，支援各地的勞農運動。1924年參與山梨縣農民組合連合會的組成。1927年受勞動農民黨指派到台灣台中，擔任台灣農民組合的顧問。曾為台灣的農民運動中的被告擔任辯護律師。1952年起曾當選三屆日本社會黨的眾議院議員。1952年於日本眾議院中表示支持敦促釋放二次大戰戰犯的決議案，並表示，二次大戰後只對戰敗國的戰爭罪行進行追究，以正義、基本人權、公平等角度來考量，都讓他難以接受。曾任日本朝鮮研究所理事長、日本中國友好協會顧問。死於1976年1月4日。